# Slaughterhouse
Slaughterhouse fue un supergrupo de rap formado por Royce Da 5'9", Joell Ortiz, Crooked I y Joe Budden. Slaughterhouse se formó en 2008 después de que Royce Da 5'9, Joell Ortiz y Crooked I colaboraran en la canción homónima de Joe Budden del disco Halfway Music. En 2009 sacaron su álbum debut Slaughterhouse. En 2010 colaboraron en el disco del rapero Eminem, Recovery, en el Bonus Track, Session One. En 2011 firmaron por las discográficas Shady Records e Interscope Records y por último, en 2012 sacaron su segundo y último álbum Welcome to: Our House.

## Historia

### 2008: Fundación del grupo
El grupo se formó a finales del 2008 después de que Crooked I, Joell Ortiz, Royce da 5'9", y Joe Budden aparecieran en la canción "Slaughterhouse" del álbum de Joe Budden Halfway House. Ellos decidieron formar un grupo y lo nombraron a raíz de la canción anterior mencionada. Todos los miembros de Slaughterhouse tiene pasados bañados en controversia, por ejemplo, el pasado beef de Royce Da 5'9 con D12 y 50 Cent o Joe Budden con su beef con The Game. Los cuatro integrantes abordaron estas controversias en la canción "Move On".

### 2009–2010: Álbum debut
Su álbum debut nombrado de forma homónima fue lanzado el 11 de agosto del 2009 en la discográfica E1 Music. El álbum se grabó durante un período de seis días a principios de junio. El álbum incluye la producción de Focus, The Alchemist, DJ Khalil, StreetRunner y Mr. Porter de D12. El 18 de junio de 2009, el primer sencillo del álbum fue lanzado a través de la cuenta de Twitter de Joe Budden. La pista era "Woodstock (Hood Hop)" con M.O.P en el coro. El primer sencillo oficial del álbum fue "The One". Un segundo video de la canción Microphone también fue lanzado a finales del 2009. Este video anteriormente mencionado fue dirigido por Rik Cordero .
Su álbum debut vendió 18.000 copias en su primera semana (Con solo 20.000 copias enviadas a las tiendas). Al 5 de septiembre de 2009, el álbum vendió 31.000 copias.
El grupo inicialmente planeó su segundo álbum para ser lanzado en 2010, tentativamente nombrado por Crooked I como "No Muzzle". Sin embargo, a finales del 2009, Royce da 5'9" confirmó las conversaciones entre el grupo y Shady Records, afirmando que sentía que su segundo álbum debería ser lanzado en un sello importante.

### 2011–2012: Shady Records yWelcome to: Our House
Mientras los rumores de un firma en Shady Records-Slaughterhouse se expandían, en marzo de 2010, Joell Ortiz publica en Twitter un mensaje despectivo a E1 Music, culpando a la discográfica de haber bloqueado las negociaciones con Shady, dando a entender que otra parte también estaba involucrada. Esto respondiendo descontento a Amalgam Digital por las alegaciones exclusivas en contra de él, Joe Budden confirmó las complicaciones que E1 y Amalgam eran la razón que el acuerdo no se había completado. Después, Royce da 5'9" nombraría Shady Records en un freestyle de Bar Exam 3, y el grupo sacaría un sencillo llamado  "Beamer, Benz or Bentley (ShadyMegaMix)" mientras aún estando en E1. Slaughterhouse, menos Joe Budden, aparecieron en la versión deluxe de iTunes del álbum de Eminem, Recovery en la canción "Session One" en la que Eminem presenta a Slaughterhouse como nuevos miembros de Shady Records, también aún estando en E1. El grupo también apareció en "Loud Noises" en Hell: The Sequel, un EP colaborativo entre Royce and Eminem.
Fueron revelados planes para sacar un EP por HipHopDX en su actualización de fechas de salidas de álbumes de rap en junio de 2010, posiblemente titulado Slaughterhouse EP. El EP fue publicado el 8 de febrero de 2011, con cuatro nuevas canciones y dos remixes de canciones anteriormente publicadas por Frequency. En el 12 de enero de 2011, se confirmó que el grupo oficialmente firmó a Shady Records junto con Yelawolf. Los dos fichajes aparecieron junto a Eminem en la portada de la revista XXL en su edición de marzo de 2011.
Un año después, el grupo apareció en la portada de la edición de Agosto/Julio de la revista The Source en anticipación de su debut en Shady Records. En el 7 de julio de 2012, Royce anuncio en una entrevista con Jenny Boom Boom que el grupo lanzaría un mixtape pre-álbum alrededor de la primera semana de agosto. Un nuevo single nombrado "Throw It Away" producido por Swizz Beats, que sería parte del álbum "Welcome to: Our House". Joe Budden reveló vía Twitter que la nombre de la mixtape es "On The House" y será hosteado por DJ Drama. Un video promocional para la mixtape fue lanzado el 6 de agosto de 2012, e incluía una preview de una canción llamada "See Dead People", con apariciones confirmadas como artistas invitados en el mixtape por Eminem and Black Hippy. El 16 de agosto, Slaughterhouse publicó una nueva canción titulada, "Truth or Truth". El Mixtape On the House fue lanzado el 19 de agosto. Slaughterhouse publicó su segundo álbum de estudio titulado Welcome to: Our House, el primero de los álbumes en ser lanzado bajo Shady Records, 28 de agosto de 2012. Al 23 de noviembre de 2012, ha vendido 146,000 copias en los Estados Unidos. Budden admitió que el grupo abuso de sustancias durante la grabación del álbum, aunque dijo que ahora el grupo esta sobrio y listo para su tercer álbum.

## Discografía
- Slaughterhouse (2009)
- Welcome to: Our House (2012)